# Atleta

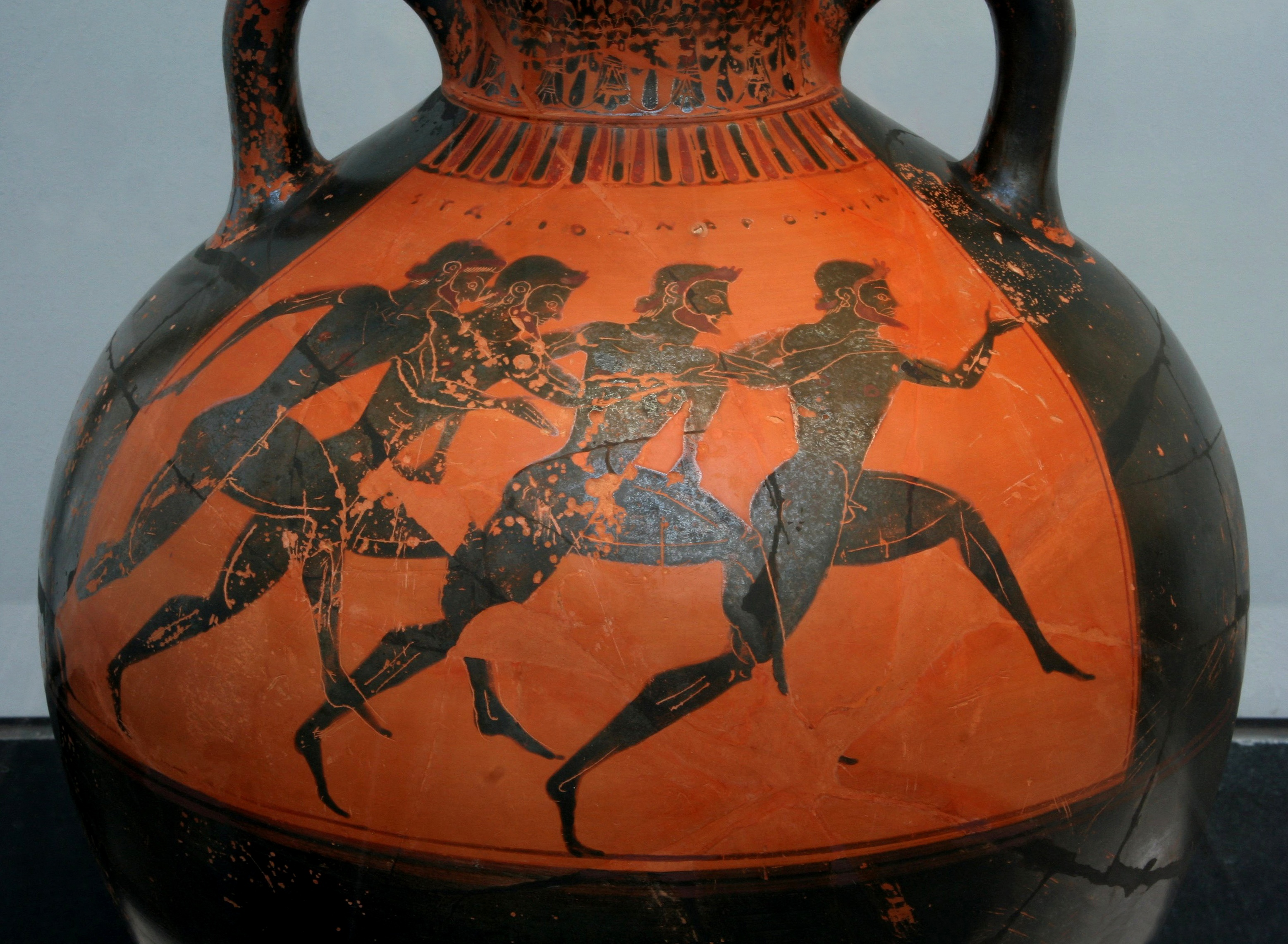
Atletas da Antiga Grécia.

O atleta (do grego "athlētēs"; derivado de "aethos": "esforço") ou esportista, é uma pessoa que compete em um ou mais esportes que envolvem força física, velocidade, potência ou resistência. O atleta pode ser amador ou profissional. 
A maioria dos atletas profissionais tem físicos particularmente bem desenvolvidos obtidos por treinamento físico extensivo e exercício rigoroso acompanhado por um regime dietético rigoroso.

## Definições
A palavra "atleta" é uma romanização do grego: άθλητὴς, athlētēs, que é derivado do termo "aethos" que significa "esforço"; sendo aque que participa de uma competição; de ἄθλος, áthlos ou ἄθλον, áthlon, um concurso ou feat. A definição primária de "esportista" de acordo com o Terceiro Dicionário Abreviado de Webster (1960) é, "uma pessoa que é ativa em esportes: como (a): aquele que se envolve nos esportes do campo e especialmente na caça ou pesca".

## Atleta profissional
O atleta profissional no geral recebe alguma forma de pagamento por participar de competições esportivas para ganhar premiações, este é pago através de um clube esportivo, ou federação esportiva, e/ou patrocinador. E também este atleta precisa ter um nível alto de habilidade e dedicar-se muito ao esporte; deve treinar em tempo integral, além de seguir uma dieta rigorosa para alcançar o sucesso esportivo. Ao contrário do atleta amador que pratica por lazer/recreação. Podendo chegar no nível de "atleta olímpico", que é considerado um atleta de elite/superior que compete nas olimpíadas representando um país.